# Cupressus austrotibetica
Cupressus austrotibetica — вид голонасінних рослин з родини кипарисових (Cupressaceae).

## Поширення
Ендемік півдня Тибету.